# مستعمرة نيوفندلاند
مستعمرة نيوفاوندلاند (بالإنجليزية: Newfoundland Colony)‏ كانت مُستعمرةً إنجليزية، أصبحت لاحقًا مُستعمرة بريطانية، أُنشئت في العام 1610 في جزيرة تحمل نفس الاسم على ساحل المحيط الأطلسي لكندا، فيما يُعرف الآن بمقاطعة نيوفاوندلاند ولابرادور الكندية. تبعت ذلك عقود من الاستيطان الإنجليزي المتقطّع في الجزيرة، في سلسلة الحملات الاستعمارية الأولى وغير الدائمة. أنشت المُستعمرة الملكيّة عام 1854 تحت سيادة الإمبراطورية البريطانية عام 1907. انهار الاقتصاد خلال الكساد الكبير في ثلاثينيات القرن العشرين، تنازلت نيوفاوندلاند عن بسط سيطرتها عليها، لتُصبح مجددًا مُستعمرة ملكية، يحكمها العاملون في مكتب المُستعمِر في «وايت هول» في لندن. احتلّت القوات الأمريكية جزءًا كبيرًا من المستعمرة في الحرب العالمية الثانية وعاد الازدهار إليها. صوّتت المستعمرة عام 1949 لصالح الانضمام لكندا كمُقاطعة نيوفاوندلاند، لتُغير اسمها في عام 2001 بشكل رسميّ وتُصبح نيوفاوندلاند ولابرادور.

## التاريخ
كانت الشعوب الأصلية التي سكنت نيوفاوندلاند ولابرادور من أعراق متعددة كشعب «بيثوك» الذين يتحدثون لغة غرينلاند نورس، وشعب «إينّو»، وشعب «ميغماك».
بدأ المستكشفون الأوروبيون مثل جواو فرنانديز لافرادور، وَغاسبار كورت ريال، وَجون كابوت، وَجاك كارتييه وآخرون في زيارة المنطقة في أواخر القرن الخامس عشر.
بدأت سفن صيد بقيادة طواقم إنجليزية، وبرتغالية، وفرنسية، وإسبانيّة بإجراء زيارات لها منذ مطلع القرن السادس عشر، مما دفع بعض أطقم الصيد لتأسيس مستوطنة غير رسمية لهم في بلاسينتيا.
اندثر وجود شعب البيثوك تدريجيًا، نتيجة معاناته من أمراض جديدة معدية نُقلت لهم عن طريق المستعمرين، إذ لم يكن لديهم من المناعة ما يكفي لمقاومة المرض، وخسروا موائِلهم الطبيعية -حيث تعيش أصناف محددة من الحيوانات والنباتات- نتيجة لإنشاء المستوطنات الإنجليزية والفرنسية.
أنشأت مملكة إنجلترا ابتداءً من مطلع عام 1610 مستعمرات للاستيطان في نيوفاوندلاند بقيادة حاكم المُلكيّات، في محاولة من إنجلترا لخلق موطئ قدمٍ لها في أمريكا الشمالية. كان جون غاي حاكم لأول مستوطنة في «كوبيرز كوف»، نُظّمت باقي المستوطنات الأخرى كمُقاطعة في عام 1623 وهي بريستول هوب، ورينيوز، نيو كامبريول، فوكلاند الجنوبية، وَأفالون. كان السير ديفيد كيرك أول حاكمٍ تولّى السلطة في جميع أنحاء نيوفاوندلاند في عام 1638.
أقامت فرنسا مستوطنات لها أيضًا في المنطقة في الفترة نفسها، ولا سيما إلى الغرب فيما يُعرف الآن باسم كيبيك. ربطت بينها وبين العديد من الشعوب الأصلية على طول ساحل المحيط الأطلسي علاقات تجارية قويّة؛ بمن فيهم شعوب «الميغماك» وغيرها من الشعوب الناطقة باللغة الألغونكوية. خيّم الصراع بين إنجلترا وفرنسا في أوروبا على الصراعات في أمريكا الشمالية، حيث كافحوا لفرضِ الهيمنة. كان هذا حقيقة في نيوفاوندلاند بشكل خاص، حيث كانت المستوطنات الاستعمارية الإنجليزية على السواحل الشرقية قريبة جدًا من المطالب الفرنسية في نيوفاوندلاند الجنوبية، والتي أطلق عليها الفرنسيون اسم بلاسينتيا. مُحيَت مستعمرة نيوفاوندلاند تقريبًا خلال حملة جزيرة أفالون في حرب الملك ويليام. وفي عام 1696، قضت القوات الفرنسية المسلّحة بالاشتراك مع حلفائهم من شعب الميغماك على جميع المستوطنات إلى بضعة من المستوطنات الإنجليزية في جزيرة نيوفاوندلاند. أعاد الإنجليز الاستيطان في المستعمرة وأعادوا بناءها. نصّت معاهدة أوترخت في عام 1713 على التنازل عن كافة مناطق نيوفاوندلاند للتاج البريطاني.
نظرًا لعزلة مستعمرة نيوفاوندلاند عن بقيّة مستعمرات بريطانيا الثلاثة عشر في أمريكا الشمالية (بالإضافة للمستعمرة التي ما زالت موالية في نوفا سكوشا، حيث عملت على تأمين العزل لها)، إذ لم تشارك في التمرد الاستعماري في سبعينيات القرن الثامن عشر. بعد انتهاء الحرب الثورية الأمريكية في عام 1783 التي نتج عنها استقلال الولايات المتحدة؛ أصبحت مستعمرة نيوفاوندلاند جزءًا من أمريكا الشمالية البريطانية. أعاد التاج البريطانيّ توطين بعض المواليد في نيوفاوندلاند، ولكن أٌعطِي معظمهم أراضٍ في نوفا سكوشا وفي المنطقة المعروفة الآن باسم أونتاريو.
أصبحت المُستعمرة الملكيّة رسميّة في عام 1825، عُيّنَ توماس جون كوكرين –الضابط في البحرية الملكية- كأول حاكم لها. أصدر الحاكم أوامره ببناء مقر للحكومة والتي تقع بين فورت ويليام وَفورت تاونشند، وخًصصت كموقع تاريخي وطني في كندا. وُضِع أول دستور للمستعمرة في العام 1832، ليُصبح كوكرين أول حاكم مدنيّ للمستعمرة.
مُنِحت المستعمرة وضع الحكم الذاتي في العام 1854. وكان فرانسيس ليتل أول رئيس وزراء لمستعمرة نيوفاوندلاند بين عاميّ 1855 و1858، رفضت المُستعمرة الاتحاد الكونفدرالي مع كندا في الفترة بين 1864 و1869.
أصبحت نيوفاوندلاند دولة مستقلة في العام 1907، تابعة بسيادتها لسيادة الإمبراطورية البريطانية. وبسبب ما مرّت به من تعثّر في الوضع الاقتصاديّ في عام 1934، علّقت العمل بالحكم الذاتي وقبِلت بالحكم الملكي. جنبًا إلى جنب مع لابرادور، وهي منطقة في البر الرئيسي، اتحدت كونفدراليًا مع كندا في العام 1949 كمقاطعة نيوفاوندلاند. وفي العام 2001، أُعيد تسمية المقاطعة رسميًا لتُصبح نيوفاوندلاند ولابرادور.